# Halmyrapseudes spaansi
Halmyrapseudes spaansi är en kräftdjursart som beskrevs av Mihai Bacescu och Modest Gutu 1975. Halmyrapseudes spaansi ingår i släktet Halmyrapseudes och familjen Parapseudidae. Inga underarter finns listade i Catalogue of Life.